# 仙台弁

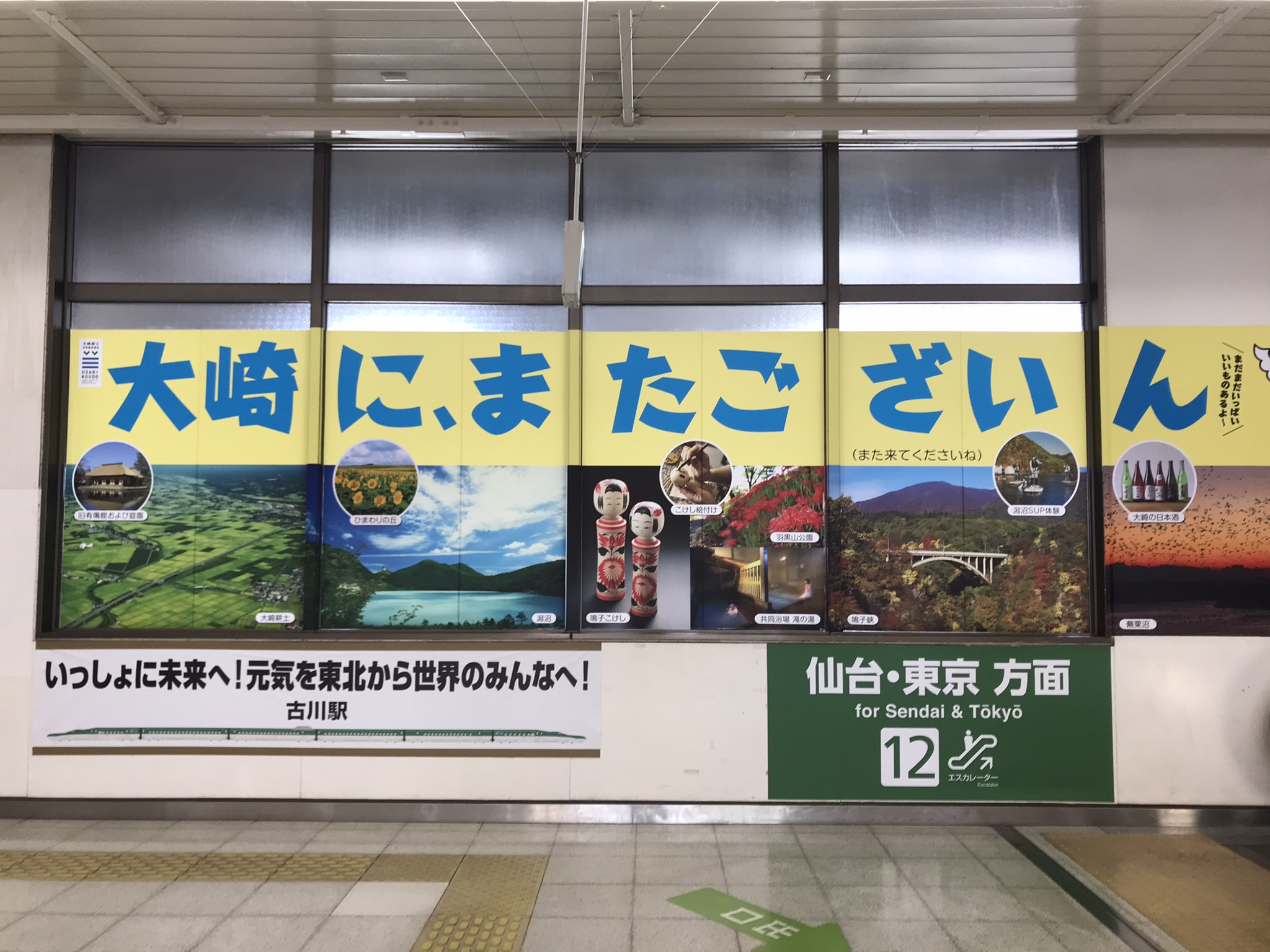
仙台弁（仙北）の一例。古川駅にて2022年に撮影。

仙台弁（せんだいべん）は、仙台を中心とする地域で話される日本語の方言である。狭くは仙台市の方言、広くは旧仙台藩領の方言を指すが、本記事では宮城県の方言を取り扱う。県名から宮城弁（みやぎべん）とも言う。岩手県の旧仙台藩領の方言については岩手県南部方言およびケセン語を参照。

## 概要
宮城県の方言は東日本方言の東北方言、さらにその中の南奥羽方言に属する。江戸時代には現在の宮城県の全域が仙台藩の領内であったため、県内の方言差はあまりないとされる。かつて仙台藩領だった現在の岩手県南部、福島県新地町の方言も宮城県の方言とあまり変わらない。また、国替え以前の伊達氏の領地だった福島県信達地方や山形県米沢地方の方言と類似している面がある。
しかしより詳細を見るならば、県内各地それぞれで方言の差異があり、後藤彰三は以下のように4区分している。三陸地方には特殊な語彙があり、これは岩手県の三陸地方へ連続している。
- 三陸方言 - 県北部の三陸地域
- 仙北内陸方言 - 県北部の内陸部地域
- 仙台方言 - 仙台市とその周辺地域
- 仙南方言 - 県南部地域

### 歴史
仙台藩成立以前から存在する百姓言葉（土着語）、侍言葉（共通語）、町人言葉が、江戸文化や藩領内各地の文化を吸収し、一体となって成立したと考えられている。また交通の発達により近隣地域の言葉の影響を受け今日に至ると考えられている。
旧仙台藩領は関東系民族文化の北限であり、方言もその影響を強く受けている。特に関東系の音韻、語法、語彙が一様に支配しており、文化的言語的地盤は仙台藩成立以前の蝦夷討伐の時代に関東地方の移民がもたらしたものであると考えられている。そのため奥羽山脈を隔て隣接する山形県内陸とは方言（置賜弁、村山弁、新庄弁）、民族ともに同種である。一方和賀川、猿ヶ石川、甲子川をもって隔てる南部藩領は関西系民族文化の北限であり方言も異なる。
仙台藩は広大な藩領であるにもかかわらず方言は大同小異である。これは仙台藩の特殊な藩制によるものであると考えられている。伊達政宗は鎌倉時代以来の守護地頭制をそのまま使用し、藩内の土地所有を認めたため藩の中にまた藩が存在していた。このように地方分権が行われ各藩主は仙台城下にも領地にも住んでいたため、仙台城下の言葉がそのまま隅々まで広がっていったと考えられている。一方で藩境周辺や河川、湊の周辺では隣接、関係地域の影響が見られ、それらは言語学的に独自のものであるとして区別することがある。
昭和以降は共通語化が進み、特に仙台市などの都市部では方言の変化が顕著である。元宮城県知事の浅野史郎（岩手県大船渡市生まれ、仙台市育ち）は、1993年（平成5年）に知事として仙台へ戻った際、東京育ちの娘が言葉の違いでいじめられないか心配したが、転校先の小学生も娘と同じような言葉を話していて杞憂に終わり、「方言がなくなった」「時代が変わった」と感じたという。一方で、「ジャス（ジャージー）」や「カッペロ（カップ麺）」など新たな単語（新方言）も生まれている。

## 特徴
伝統的な仙台弁の特徴は以下の通り。

### 音声
- 有声音に挟まれた無声破裂音の有声化。すなわち、語頭以外のカ・タ行音がガ・ダ行音となる[7]。また、語頭以外のガ・ダ・ザ・バ行音は鼻音化するが、ガ行音以外の鼻音化は衰退が著しく、高年層からも聞かれなくなってきている[7]。
  - （有声化の例）開ける→アゲル、旗→ハダ[7]
  - （鼻音化の例）上げる→アケ゜ル、肌→ハンダ、風→カンゼ、首→クンビ[7]
- シとス、ジとズ、チとツの中舌化ならびにシュ、ジュ、チュの直音化[7]。すなわち、シとスとシュは「ス」、ジとズとジュは「ズ」、チとツとチュは「ツ」に合流している（いわゆるズーズー弁）。その他のイ段音とウ段音（ニとヌ、ミとム、リとルなど）についても、区別はあるが近い音で発音される[7]。
  - （例）獅子／煤／寿司→スス[7]
  - （例）知事／地図／辻→ツンズ[7]
  - （例）爺さん／13→ズーサン[7]
  - （例）手術→スンズツ、注射→ツーシャ[7]
- キならびにキャ行音の口蓋化。東北全般で見られるが、宮城県では極端な口蓋化でチに近い発音となる[7]。
  - （例）機械→チカイ、救急車→チューチューシャ、今日→チョー[7]
- 母音単独のイとエがエに統合される[7]。
  - （例）息／駅→エギ、鯉／声→コエ[7]
- 連母音アイ・アエは、融合してエァー[ɛː]と発音される[7]。
- ヒがシに近い発音となる[7]。

### アクセント

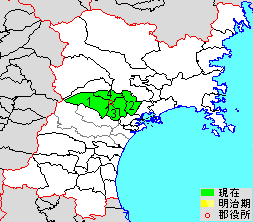
黒川郡の位置

黒川郡付近を境として、県の南北でアクセントの違いがある。宮城郡北部や黒川郡付近は曖昧アクセント地帯であり、それより北部は特殊アクセント地帯、仙台市より南側は一型アクセント（無アクセント）地帯である。平山輝男によると、一型アクセントの北端の線は「仙台湾から旧仙台市の、その北方旧七北田村、高砂村等の中間に引く線にはじまり広瀬村の北を過ぎ、旧宮城郡を横断、山形県境を少し北上、そして、加美郡と山形県の境を接する辺りから山形県村山、置賜地方を含めて南下する線」であるという。

### 文法
格助詞「ば」「どご」
共通語の「を」に相当。なお、「俺 行く」や「酒 飲む」のように、共通語では「が」「を」を用いる場面に無助詞とすることが多い。
（例）酒ば飲む（酒を飲む）
（例）俺どご連れて行ってくれ（俺を連れて行ってくれ）
格助詞「さ」
方向や授受の対象を表す。共通語の「へ」「に」に相当するが、存在の場所を表す場合には用いない（若年層では使用可能）。
（例）東京さ行く
（例）おれさ貸せ
（例）見さ行く
（例）ここさある（若年層）
助動詞「べ」
共通語の「…だろう」「…しよう」に相当。推量・意志・確認・勧誘など、用法は多岐にわたる。「る」で終わる動詞に付くと、「…るべ」が促音便化して「…っぺ」となる。
（例）明日、雨だべ（明日、雨だろう）
（例）みんなでがんばっぺ（みんなで頑張ろう）
助動詞「た」「たった」
過去を表す助動詞には「た」と「たった」の二つがあり、「たった」は発話時には存在しない過去の出来事を表す場合に用いることが多い。例えば、「昨日近所の人に桃をもらった」という話をする際、その時点でまだ桃が存在する場合は「もらった」、すでに食べてなくなっている場合は「もらったった」になりやすい。なお、「た」は現在目の前にあることの確認などにも用いる。
終助詞「ちゃ」
相手が知っているはずの事柄を示して確認させるなどの機能がある。共通語の「でしょ」「じゃない（か）」「（だ）よね」「（だ）よな」などに相当し、英語の付加疑問文と同じように用いる。用言の後ろでは「っちゃ」、体言の後ろでは「だっちゃ」となる。「だっちゃ」は「ださ」とも言う。
接続助詞「けんども」「げんとも」
共通語の「けれども」に相当。前者は県北部、後者は県南部で用いられやすい。
助詞「や」
1. 長音化させて文節の後ろで用いる。概ね共通語の「さー」に相当。
（例）今日やー、朝からやー、すげー暑かったやー（今日さあ、朝からさあ、すごく暑かったよ）
2. 疑問詞のある疑問文の文末に用いる。
（例）どうや?（どうなの?）
（例）誰や?（誰だ?）
3. 「のや」という形で、共通語の「…んだよ」に相当。
（例）つまんねーのや（つまらないんだよ）
（例）さみぃのや（寒いんだよ）

「しなきゃない」「しねげね」
共通語の「しなければならない」に相当。仙台出身者が方言と気付きにくい表現の一つ。
（例）行かなきゃない（行かなければならない）
（例）食べなきゃない（食べなければならない）
五段活用動詞未然形+「い（ん）」、上一段活用・下一段活用動詞未然形+「らい（ん）」
命令表現。命令形による命令よりも、ぞんざいでないニュアンスがある。連用形に「さい（ん）」を付けると、より柔らかな表現となる。若年層ではあまり使われなくなっている。
（例）行がい、行きさい（行きなさい）
（例）食べらい、食べさい（食べなさい）

## 語彙

### あ行
あばいんおいで。
（例）「おらいさあばいん!」（私のうちにおいで!）
あべ・あんべ行こう、おいで。
（例）「ちょっとこっちさあべ!」（ちょっとこっちに来いよ!）
あっぺとっぺ・あぺとぺ
1. でたらめ。
（例）「あんだあっぺとっぺなことばりかだってんな」（あなたいつもでたらめなことをいってますよね）
2. 正反対。

あるく移動の行為を表す。標準語の「歩く」とはニュアンスが異なる。「特に目的もなく周囲をふらつく」などという古語の「ありく」の名残という説があり、北海道方言でも同様の使われ方がある。
（例）「車であるく」（車で出かける）
あんだいあなたの家。対義語は「おらい」。
あんだほあなたたち。対義語は「おらほ」。
あんべぇ体調。
（例）「おめぇ、とくとうがおってやぁ、あんべぇ大丈夫か?」（お前、ものすごく疲れて、体調は大丈夫か?）
あんやほになんてこった、全くもう。英語の「Oh my god」に相当。
いきなり・いぎなり・いきなし
1. 急に、突然
（例）「いきなり殴らったのやー」（突然殴られたよ）
（例）「先生さいきなり怒らった」（先生に突然怒られた）
2. とても、超[11]
（例）「イキナリ殴らったのやー」（沢山殴られたよ）
（例）「先生さイキナシ怒らった」（先生にすごく怒られた）
（例）「イキナリうめぇ」（とてもおいしい）
（例）「イキナリすげぇ」（とてもすごい）

※番組やイベント等の名称に、1と2の両方の意味をかける例が見られる（→TBCラジオ「イキナリ!」、仙台放送「mashup!音王MUSIO」の活き話5、お笑い集団ティーライズ「IGINARI LIVE」）
いしけん、ぎっじゃんけん、ぽんっ
いずい・いづい不快感があり、その場に居続けられない様子をソフトに表す言葉。具体的には「散髪の後でシャツの襟首に刺さった髪の毛で時々チクチクする違和感」、「初めての場所に通されてどうにも落ち着かない雰囲気」など、はっきり拒絶できないわりに鬱屈する東北人の感性を代表する言葉。uncomfortableとirritableを混ぜた感じ。語源は「身の毛がよだつほど恐ろしい」という意味の古語「えずい」と考えられ、「恐ろしい」という意味が無くなり、「肌や身体の表面で感じる違和感」のみが意味として残り、その感覚が精神的な居心地の悪さにまで適用を広げたと考えられる。なお、土佐弁と博多弁では、「えずい」との発音で古語の意味のまま方言に取り込まれている。小笠原方言にも「気持ち悪い」の意味で残っている。
いづぬさんすごぅろぐ すづはづくぅづ1、2、3、4、5、6、7、8、9、10。6と7の間で息をつぐ。"n"を入れて「すんづはんづくぅづ」という場合もある。
いったりかったり突然、自分勝手に。
いむすめ婿養子をとった娘。漢字では「居娘」。
いや話し始めに付く感動詞。北関東から東北にかけて分布する。東北地方では「いやいやいや」と連続させる用法がある。
うるかす水に浸す。
（例）「飯食った茶碗、後で洗うから、うるかしといて」
うんだでばそうですよ。相槌的な感じで使う。
おがす大きくさせる、育てる。「おがる」参照。
おがすい、おがしい変だ。
（例）「このふぐでおがすぐねが?」（この服装で変じゃないかな?）
おがっつねおかしい。
（例）「だれっおがっつね顔してんだおん、しゃっぷりしてや」（だって気持ち悪い顔しているから、知らんぷりしてたよ）
おがる大きくなる、育つ、威張る。「おがす」参照。
（例）「おがっだごだ」（大きくなったなぁ）
（例）「キノコおがった」（キノコが育った）
おしょすい恥ずかしい。他の方言で使用される「お笑止い（おしょしい）」が訛ったもの。
おだつ・おだづ調子に乗る、いきがる。「おだづな」と否定形で使用される場合が多い。ときに、肯定的な意味でも用いられる。
（例）「おだつなよっ! この!!」（ふざけんな! てめぇ!!）
（例）「おなごにモテっからって、おだってんのや、だーれ」（女性にモテるから調子にのっているんだよ、奴は）
（肯定的な例）「さいきん、おだってかぁ」（最近、なにかおもしろいこととか、熱中していることとかやっているかい?）
おだづもっこいたずら小僧、悪ガキ。
おないん・おんないん…（して）下さい。
おはよう靴下爪先などに穴が空いた靴下。
おどけでない
1. ふざけない。
（例）「おどけでねぇで、はやぐやれ」（ふざけてないで、早くやりなさい）
2. ものすごい。
（例）「昨日や〜、釣りッコしたらや〜、おどけでねぇ数釣れたのや」（昨日、釣りをしたらものすごい数釣れたんだよ）

おはよござりすおはようございます。近隣に「おはいでがす」を使う地域もある。
おばんです・おばんでがす夕方以降の挨拶「今晩は」の意味で使う。OH!バンデスというTV番組も存在する。
おっぴさん曽祖父・曾祖母・ひいお爺さん・ひいお婆さん。
（例）「おらいのおっぴばんつぁん、とくとう体あんべぇいくて、来月で90歳なっとわ」（うちのひいお婆さん、ものすごく体調良くて、来月で90歳になります）
おみょうにちまたあした、さようなら。わりとフォーマルな席で用いられる。漢字では「御明日」。
（例）「おみょうにち　おしずかに」（明日もよい日でありますように）
おらいうちの家。対義語は「あんだい」「あんだらい」。
（例）「お茶っこでも出すがら、おらいさ来てけろ」（お茶でも出すから、うちの家に来て下さい）
おらほ俺たち、私たち。対義語は「あんだほ」。
（例）「おらほの学校」（私たちの学校）
おれ私。男性のみならず、女性も使う。
おれさま雷様。
おっかないこわい、おそろしい。
（例）「ここ、おっかねえなや」

### か行
がおる気分が滅入る。（肉体的・精神的に）疲れる。精根尽きる。英語の "exhausted" や "weary" にあたる。類語の「こわい」は "tired" や "fatigued" の意味。物がダメになる様子を示す「くたびれる」も疲れたときに使う。
（例）「ま〜だ先生さごしゃかったや〜。いぎなりがおった」（また先生に怒られた。とても気が滅入った）
（例）「今日はいきなりがおったや〜」（今日はとても疲れたよ...）
（例）「この薔薇がおってるよわ」（この薔薇しおれているよ）
がが母・お母さん。自分の母をいう言葉ではあるが、多くの女性は言われることを嫌ってるため、普段の会話ではあまり使われず、喧嘩やイヤミを言うときに使う侮辱語的な意味合いもある。
（例）「田舎のがが達やぁ、なんぼまてに顔さ塗ったてやぁ、レディ・ガガみてぃになんねぇべぇ!!」（田舎のお母さん達が、いくら上手に化粧しても、レディ・ガガみたいにならないだろう）
がすです。丁寧語。過去形は「がした」。
かせる食わせる、食べさせる。
かつける失敗や嘘をついたことを、他人のせいにする・なすりつける。責任のがれの意味。
（例）「おめぇ、てほすたごどや、人にかつけるんでねぇ!!」（お前、デタラメしたことを、人のせいにするな!!）
かっちゃく引っかく。
（例）「おらいのねこさかっちゃかったのっしゃ」（うちの猫に引っかかれたのですよ）
かっちゃき鎌、草刈、三角鍬。かっちゃくの名詞形。
…がな相当、分、こちらの提示に合わせて相手に数量調整してもらう場合。
（例）「500円がな、あぶらいれでけさいん」（500円分のガソリンを入れてください）　
かばねやみ本当はできるにもかかわらず、なんのかんのと理由をこじつけてなにもしないこと、またそういう人。
（例）「あだらかばねやみさかだったって、なにもしないがらほっとがいんでば」
…っから本来、「私が〜するから、あなたはしなくていいよ」というものの後ろの部分が省略された形だが、後ろの意味が関係ない使い方もある。
（例）「おれすっから」（私がやるからしなくていい）
（例）「これ、けっから」（これ、あげるよ）
かますかき混ぜる、時にかき混ぜることで室温〜体温程度にする意味も含めて使う。
がめる盗む。
きゃっぽりくう溝にはまる。
きしゃずおから。
くたびれるダメになる、疲れる。
ける物をあげる。
（例）「これ、けっから」（これ、あげるよ）
（例）「こだの、けでやれ」（こんなもの、くれてやれ）
けろ「ける」の命令形。くれ。願い事や頼み事をする際に、補助動詞としても用いる。
（例）「お金けろ」（お金をくれ）
（例）「いらねんだごっで、俺さけろ」（いらないんだったら、俺にくれ）
（例）「このお菓子ば、そごのやろこさ、けでけろ」（このお菓子を、そこの子供に、あげてくれ）
けらい（ん）、けさい（ん）「けろ」よりも丁寧、または優しい表現。「けろ」同様、補助動詞としても用いる。
（例）「このお菓子ば、そごのやろこさ、けでけらい（ん）」（このお菓子を、そこの子供に、あげて下さい）
ごしゃぐ怒る。「ごしゃがれる」と受身形で用いられることが多い。類語「ごしゃっぱらたでる」。
（例）「まだ先生さごしゃがれだんだべ?」
ごみょうにちそれではまた明日。黄昏時にわかれるときに言う。類語「おみょうにち」。
（例）「んではまんず、ごみょうにち」
こっちゃこちら。
（例）「こっちゃ来さいん」（こちらへ来なさいな）
こわい疲れる。→「がおる」参照。
（例）「はぁ、こえぇ、こえぇ」（あぁ、疲れた、疲れた）

### さ行
さ格助詞。ほとんどの場合は「に」に相当。
（例）「俺さ任せろ」（俺に任せろ）
（例）「べごさ餌かせでくる」（牛に餌を食べさせてくる）
さくず米ぬか。
さっぱしさっぱり。
…さる…できる。例えば、「書く+さる」で「書かさる」。
（例）「何だべ、このペン書かさらねっけよ! 違うやつけらいん」
ジャスジャージのこと。ジャージスーツの省略形かと思われる。昭和30年代、仙台市北部近辺を起源とする説が有力。ただし、元はラグビー用語で、千葉や茨城など関東から南東北の海岸沿いに広く流布していたとも。体操着が一般的に普及したことに伴うものか。俗に名古屋のケッタマシン、鹿児島のラーフル、福井のジャミジャミと共に昭和四大方言とも言われる。
（例）「イキナリいづいジャスだごだ、ほいなのしゃね」（まったく身体にフィットしていないジャージだ、こんな服着ていられない）
ししゃます手に負えない、持て余す、大変だ。
しずね
1. 落ち着きのない様子
2. うるさい。主に他人に対して使う。意味的には「うざい」に近い。

（例）「そこのやろこしずねごだー」（そこのこどもは落ちつきがないなー）
したっけそしたら。話の途中で次に続ける場合に使う。場合により「それなのに……」の用法もある。
しっぱたくたたく、ひっぱたく。
（例）「しっぱだぐどっこの!」（ひっぱたくぞこの野郎! 強い意味でなく、例えば「あんまり変なこと言うなよ!」と軽くふざけて言う場合にも使う）
…（の）しゃ?〜（の）ですか?。丁寧の意味の疑問終助詞。「〜だっちゃ?」には丁寧の意味はない。
（例）「行がねのしゃ?」（行かないのですか?）
〜（っ）しゃ丁寧な文章で使う。
（例）「三丁目のっしゃ、愛ちゃん、大学さ入ったんでがす」（三丁目の愛ちゃんが大学に入ったんです）
しゃっこい・ひゃっこい冷たい。
しゃね知らない。やってられないという意味が含まれることもある。
（例）「ほいなごどしゃねっちゃ」（そんなことは知らない）
しゃねっぷり知らないふり。
じる盗む。
じられる・じらる盗まれる。
（例）「俺のジャスじらったんだけっともしゃねが?」（俺のジャージ盗まれたんだけど知らないかい?）
すがり蜂。
（例）「すがりさつづがれっと?」（蜂に刺されるよ?）
すっぱね泥はね。
…すぺ?でしょう。丁寧語「す」と同意の意味の助詞「ぺ」←「べし」。
（例）「うめすぺ?」（美味しいでしょう?）
（例）「やるすぺ?」（やりますよね?）
…すか?ですか。丁寧語「す」と疑問の助詞「か」。仙台市交通局が発行するICカード「icsca」は「行くすか」に由来する。
（例）「弁当あっためるすか?」（弁当温めますか?）
（例）「ダメすか?」（ダメですか?）
（例）「やったすか?」（やりましたか?）
（例）「夕べ、いるすか?」（夕方いますか?）
そればり・そればっこそれだけ。提示された数量などが意外な場合。
（例）「30坪? そればり?」（30坪? それだけしかないのですか?）　

### た行
だ〜れ・だれー漢字で書くと「誰」。人物が出てくる、または暗に出てくる文の文中・文末に間投詞的に用い、反語的な意味を付加したり、直前の文に出てくる人物を浮き立たせたりする役割を担う。
（例）「おめだづ、どこの高校や?」「一高（ィエテコー）や! だ〜れ」
（例）「なんだかでっけぇやろっこだと思ってたら、だ〜れ、太郎でねぇか」
…だおん…だもん。
（例）「いぎなり飛び出すんだおん、びっくったや〜」（急に飛び出すんだもん、びっくりしたよ〜）
たがぐ担ぐ。
（例）「その荷物たがいでけさいん」（その荷物担いでください）
だから同意の意。「んだ」からの変化形。接続詞として使う「だから」とは発音が違う。
たごまる布地などが寄り集まる。特に着用中の衣服について。糸や紐が絡まる。
…だっちゃ・…っちゃ仙台弁の特徴参照。
…だじゃ上記の「…だっちゃ」が音便化したもので、主に県北から青森県にかけて使用される。
たばこ一休みするしながら口にするおやつ、お茶など。休憩そのものにも使用。
（例）「疲れだがらそろそろたばこにすっぺし〜」
たんぱら癇癪を起す・腹を立てる。漢字で書くと「短腹」。
ちゃかす壊す。
ちゃける壊れる。ちゃかすの自動詞。強調の意を表す接頭語「ぶっ」をつけて「ぶっちゃける」とも言う。
ちゃっこい小さい、ちゃち。
ちゃる盗む。
ちょすさわる。いじる。特に、自分に権限のないものをさわったり、いじったりすること。性的な意味を含むことも少なくない。また、しばしば否定形で用いられる。
（例）「あんまチョすな〜。ちゃけっぺ〜」（そんなにいじるなよ。壊れちゃうだろ）
（例）（人に触られたときに）「ちょすな!」（触るな! 触らないで!）
ちょんちょこ男性器。
っこ・こ接尾辞。指小辞。フランス語の "-ette"、スペイン語の "-ito" と同類。
（例）「やろっこ」「わらすこ」「ブタっこ」「筆っこ」
っ、この!間投詞。怒りを表す。
（例）「おだつなよっ、この!」（調子に乗ってんじゃねーぞ、こらっ!）
っぽ接尾辞。上記の「っこ」と同義だが、こちらは罵りに使うニュアンスが大きい。
でがさねイマイチだ、格好悪い。
（例）「なんだいまず、おめのかっこ、でがさねえごだ～」（どうしたの、あなたの格好、いまいちだなあ）
ですぅです。標準語教育の影響で使うようになった。女性が「です」と言う場合、語尾の「す」だけイントネーションが上がる。
てほ嘘・デタラメ。
（例）「この、てほ語り野郎!!」（この、嘘つき野郎!!）
どいなくどのように。
（例）「オレ帰った後、どいなくなったのや?」（私が帰った後、どうなったの?）
とくとう非常に・ものすごく。
（例）「野ろっ子どもしずねくてやぁ、とくとう頭にきておだずなぁてごっしゃいだやぁ!!」（ワルガキ達が五月蝿くて、ものすごく頭にきてフザケルナと怒ってしまった!!）
とみぎトウモロコシ。唐麦（とうむぎ）。
トーホグズン「東北人」を仙台弁で発音したもの。
とすけくじ、くじ引き。
どんぶく布団生地で作られた冬用寝巻きの上着。どてら、半纏。

### な行
なまだらだらだらとなまけていること、またそのさま。
（例）「あのなまだら野郎め、ちっとも仕事をしない」
なげる捨てる。
（例）「そごのゴミ、なげでけろ」（そこのゴミを捨ててちょうだい）
ねばす・ねっぱすものを貼り付けること。
（例）「その紙を糊でねばしてけね」
…ねばない…ねばならない。
ねっぺ唾。
のっつぉこぐ特に用があるわけでもないのに意味もなくぶらぶらし、体をもてあましていること。しかも当人は自分がのっつぉこいでいることを自覚している場合が多い。命令形はとらない。名詞形は「のっつぉこぎ」。
（例）「おんめ、のっつぉばりこがねでゴミでもなげてきてけさいん」

### は行
はっと小麦粉を水で捏ねて茹でたもの。すいとんに似る。
パッタめんこ。
はかはかわくわく。気分が高揚すること。心臓がドキドキすること。
（例）「朝おぎたら、なんだかほれ、ハカハカすんだっちゃ」（朝起きた時、心臓が不整脈を呈しました）
ばかものもらい。宮城県を中心に岩手・福島・山形の一部でも使用される。
ばっこ・びゃっこ・ぺっこ少し、だけ。
はっぱりさっぱり、全く。
（例）「陽子、ハッパリ帰って来ねな」（陽子遅いね。または、陽子は全然帰省して来ないね）
ほとんと、ほどんとほとんど。
ばりばかり。
（例）「肉ばり食ってねで、ほれ、野菜もケ」（肉ばかり食べていないで、ほら、野菜も食べなさい）
べこ・べご牛。
ぺろうどん、麺類。カップ麺を「カッペロ」と呼ぶ派生語も生まれている。）
べっちょ・べっちょこ女性器。
ほいぢょ包丁。
ほいなそんな。
ほいど乞食。
ほでなす・ほでなしバカ者、ろくでなし。
（例）「いっそWikiばりやって、このほでなすが」
ほれほら。間投詞。
ほでまず・ほでまづそれでは・とりあえず。
（例）「ほでまずごみょうにず」（それでは明日にでも・とりあえず明日にでも）

### ま行
まけるこぼす。
まなぐ目。
まやう償う、弁償する。
むぐす漏らす。
むる漏れる。
むんつける拗ねる、いじける。
めくさいダサい、格好悪い。
（例）「何やー、その服、めくせー」（何だ、その服、格好悪いなぁ）
めんこい可愛い、愛らしい。
めんめ虫。
もぐす漏らす。
もじゃぐる・もじゃぐれる（衣服などを）ぐちゃぐちゃにする、ぐちゃぐちゃになる。
もぞこい可哀そう。

### や行
ゆるぐない緩くない。転じて、きつい・きびしい。
（例）「夜勤の仕事（ば）続げんの、おどげでねぇー……ゆるぐねえな」（夜勤の仕事を続けるのは大変だ……厳しいよ）
（例）「あの借金（ば）返すの、ゆるぐねえど」（あの借金を返すのは厳しいぞ）
よったり四人。広辞苑にもある語ではある。なぜか「みたり」は使わない。「お」がつく場合も少なくない。
（例）「ほれ、そごのおよったりさん」（おおい、そこにいる四人さんやぁ）
やろっこ、やろこ男の子。
山学校中学・高校の不良生徒の不登校。学校に登校せず校外を徘徊しているという意味から。
（例）「おめぇやぁ、このめぇ学校いかねぇで、朝から一番町で山学校しったべぇ!!」（お前、この前学校に登校しないで、朝から一番町で遊び歩いていただろう!!）

### ら行
…ら名詞を複数形にする際の接尾語。標準語とは違うニュアンスで用いられることがある。
（例）「おめら、食べらい、食べらい」（あなたたち、食べなさい）
らづもねとんでもない、物凄い。「埒も無い」。

### わ行
わらす・わらすこ童子、子供。
わげすと若者。

### ん
んだそうだ。肯定の意味。
んだいっちゃ〜そうだよね〜。肯定の同意を求めるとき。
んだから、だからまさにそうです。強い同意を示す。
んだすぺ?そうでしょう? 丁寧語。
んだっちゃ、だれ〜そうに決まってるじゃん。「当然である」ことをいうとき。
んだっけんどもそうだけれども。
んだべ?そうだろ?
んでじゃあね。バイバイ。「んでね」とも。
んでねぐそうではない。否定。
んでねくてや〜そうじゃなくてさ〜。

### 地名
仙台弁での発音が地名に影響を与えているものを以下に示す。ただし現在は、仙台弁の読みを正式としているのは定義如来や新伝馬町くらいで、それら以外は標準語・共通語の発音の方を正式な読みとしている。仙台弁の読みが正式ではなくなった時期は不明であるが、例えば、1896年（明治29年）に仙台に住んでいた島崎藤村が、「市井にありて」で名掛丁を『名影町』と記していることから、この頃はまだ濁音化した仙台弁地名がまかり通っていたと推定できる。
現時点で優勢な読みの方を黄色地で示すが、両者の間に大差がない場合は両者とも黄色地とする。東北方言（南奥羽方言）でよく見られる変化のほか、仙台弁特有の読み方も見られる。
|            | 共通語 標準語                     | 仙台弁                                    | 備考                                          |
| ---------- | --------------------------------- | ----------------------------------------- | --------------------------------------------- |
| 鳴子温泉   | なるこおんせん （naruko-onsen）   | なるごおんせん （narugo-onsen）           | 濁音化（軟口蓋破裂音の変化：k → g）           |
| 名掛丁     | なかけちょう （nakakechō）        | なかげちょう （nakagechō）                | 濁音化（軟口蓋破裂音の変化：k → g）           |
| 定義如来   | じょうぎにょらい                  | じょうげにょらい                          | 「イ」と「エ」の曖昧さ 仙台弁の方が現在も正式 |
| 新伝馬町   | しんてんままち （shintemmamachi） | しんてんまち （shintemmmachi）            | 「a」の有無 仙台弁の方が現在も正式            |
| 北目町     | きためまち （kitamemachi）        | きたんまち （kitammachi）                 | 「e」の有無 （撥音便）                        |
| 南町       | みなみまち （minamimachi）        | みなんまち （minammachi）                 | 「i」の有無 （撥音便）                        |
| 土樋       | つちとい （tutitoi）              | つっとい （tuttoi）                       | 「i」の有無 （促音便類似）                    |
| 国分町     | こくぶんちょう                    | －                                        | 現在は「こくぶんまち」とは読まない。          |
| 国分町     | こくぶんまち （kokubummachi）     | こっぽんまち こっぷんまち （koppummachi） | 促音化 両唇破裂音の変化（b → p）              |
| 勾当台     | こうとうだい                      | －                                        | 現在は「こうとうのだい」とは読まない。        |
| 勾当台     | こうとうのだい                    | こどのでえ                                | 「勾当台通」参照                              |
| 大河原町   | おおがわらまち                    | おがらまち                                |                                               |
| 御鍛冶屋前 | おかじやまえ                      | おがんちゃめ                              |                                               |
| 霊屋下     | おたまやした                      | おだまやんた                              |                                               |
| 片平丁     | かたひらちょう                    | かだっしゃちょ                            |                                               |
| 米ヶ袋     | こめがふくろ                      | こめやふくろ                              |                                               |
| 清水小路   | しみずこうじ                      | すずこうじ                                | 「シ」と「ス」の統合                          |
| 遺水丁     | やりみずちょう                    | やりみんちょう                            |                                               |
| 松島       | まつしま                          | まづすま                                  | 濁音化 「シ」と「ス」の統合                   |

## 例文
- 仕事に精を出す人物をねぎらうという場面設定での模擬会話[14]。2012年に石巻市で収録。Aは1931年石巻市万石町出身の男性、Bは1937年松山町（現大崎市）出身の女性。×は言い淀みなど。原典ではカタカナ表記だが、ひらがな表記に改めた。
  - A:きょわ おてんき いーくて これぁ かきむぎも いいねぁ。
今日は お天気 良くて これは 牡蠣剥きも いいね。
  - B:んだよー。きょーねー（A:うーん）あったかいがらねー わりと いーでばって。
そうだよ。今日ね（A:うん）暖かいからね わりと いいよ。
  - A:んだねー。おれも ちょこっと（B:うん）いま ほれー うえの で でーくさんさ いってきたんだけっどもー、ふねっこ なおしてもらうのに。あー いま じょーったっけ、あいったねー、あー めーこいっちゃ ほれー。
そうだね。俺も ちょっと（B:うん）今 ほら 上の × 大工さんに 行ってきたんだけども、船 直してもらうのに。あー [その帰りにここに]今 寄ったら、あれだねえ、あ 小さいね ほら。
  - B:あ んでも ねーんだよー。た から かでくて たいへんだでばー。
あ そうでも ないんだよ。× 殻 固くて 大変なんだよ。
  - A:あーー。（B:うーん）んじゃ しんでーねー。（B:うーん）んでー がんばって（B:はいよー）むいてけらいん。
ああ。（B:うーん）それじゃあ ひどい（＝大変だ）ね。（B:うーん）それでは 頑張って（B:はいよ）剥いてください。

- 復興バザーに誘うという場面設定での模擬会話[15]。2012年に仙台市で収録。Aは1943年仙台市荒井出身の女性、Bは1937年仙台市荒井出身の男性。原典ではカタカナ表記だが、ひらがな表記に改めた。
  - A:きょー バザー あんだげんとも いがないすか。いまから でがけっと おもんだげどもー。
今日 バザー[が] あるんだけれども 行きませんか? 今から 出かけようと 思うんだけれども。
  - B:あらー ごめんねー。いやー いぎでーんだげっとも にょーぼ どこさだが いぐって ゆーから つれでがねぐねーんだやー。ごめんねー。こんど さそってー。
あら ごめんね。いやあ 行きたいんだけれども 女房[が] どこへだか 行くって 言うから 連れてかなくてはいけないんだよ。ごめんね。今度 誘って。
  - A:んで わたし いってくっから。ん。
それでは わたし[は] 行ってくるから。うん。
  - B:あー ごめんね ほんとにねー。いづも さそってもらって わるいげっともー、きょーわ だめなんだやー。
ああ ごめんね 本当にね。いつも 誘ってもらって 悪いけれども、今日は だめなんだよ。

## 関連する人物・作品など

### 人物
常時仙台弁を話す著名人はまれであり、基本的に標準語・共通語を話していて、方言の話題になったり素に戻ったりすると仙台弁になる者が多い。また、宮城県内の民放テレビ4局のアナウンサー53人の内、宮城県出身者は6人、地元率11%（2006年）であるため、宮城県のローカル番組で仙台弁を聞く機会も限られる。
- さとう宗幸：ミヤギテレビ『OH!バンデス』で、コメントがしばしば仙台弁になる。ただし、さとうは岐阜県出身かつ古川市（現在の大崎市）育ちのため、仙台市の方言話者からは発音が不自然と指摘されることもある（いわゆる「北部方言」という宮城県北部・岩手県南部の広義の仙台弁）。
- 庄司恵子：宮城町（現：仙台市）出身の民謡歌手。TBCラジオ『恵子のいーぐする民謡』などでは、ほぼ仙台弁で話す。
- 白鳥百合子：仙台市出身で、仙台放送『mashup!音王MUSIO』で「白鳥百合子の宮城弁講座」というミニコーナーがあった。MBS『ジャイケルマクソン』でも度々仙台弁を披露していた。
- 本間秋彦：牡鹿町（現：石巻市）出身で、仙台弁を多用（本人は自身の方言を「宮城弁」と呼ぶ[16]）。東日本放送『突撃!ナマイキTV』では、視聴者から寄せられた仙台弁の川柳を解説している。
- 森公美子：仙台市出身で、出演するどの番組でも、トークがのってくると仙台弁になる。
- 山寺宏一：塩竈市出身で、プロフィールに「特技：仙台弁」と載せている[17]。
- 仙台貨物：仙台弁を駆使するコミックバンド。
- CUZSICK：仙台市出身のラッパー、タレント。仙台を売りにした最初のミュージシャンとも言われている。ラジオなどで自然に仙台弁が混じる。
- 吉川団十郎：増田町（現：名取市）出身のシンガーソングライター・ラジオパーソナリティ。TBCラジオの『ジャンボリクエストAMO』『葵と団十郎のサンデーAMO』などにおいて生粋の仙台弁で話していた。
- 佐々木真奈美：津山町（現：登米市）出身。TBCラジオのバラエティ番組「佐々木眞奈美のあっぺとっぺファーマシー」[18]に、リスナーからの宮城弁に関するお便りを紹介するコーナー「方言でござりす」や、歌詞を宮城弁で替え歌する「宮城弁だよ歌謡曲」のコーナーがある。

### 作品
- うる星やつら：ヒロインのラムは語尾に「…（だ）っちゃ」をつけて話すが、作者の高橋留美子によると、仙台が舞台の井上ひさしの小説『青葉繁れる』の登場人物の言葉からヒントを得たものだという[19]。詳細はラム (うる星やつら)#しゃべり方を参照。
- ときめきメモリアル4 : ヒロインの1人であるエリサ・D・鳴瀬（声：立野香菜子）は仙台弁を使用する。
- 47都道府犬：声優バラエティー SAY!YOU!SAY!ME!内で放映された短編アニメ。郷土の名産をモチーフにした犬たちが登場する。宮城県は、こけしがモチーフの宮城犬として登場。「ワタシ、綺麗ちゃ?」などと話す。声優は、宮城県出身の佐藤聡美。
- 仙台弁こけし：黒川郡大和町のエントワデザインによってプロデュースされたご当地キャラクター[20]。主に鳴子こけしの「鳴子っつあん」と弥治郎こけしの「弥治郎ちゃん」による会話を用いて、仙台弁を解説している。2014年12月にLINEスタンプとTwitterでデビューし、2015年7月には河北新報PR大使、2016年3月には宮城県警採用広報キャラクターに採用されるなど多方面で活動中。公式グッズも多数発売されている。